# Dankó Rádió
A Dankó Rádió egy magyar állami rádióadó, a Duna Médiaszolgáltató egyik zenei rádiója, mely magyar nótákat, népzenét, operettslágereket, örökzöld dallamokat és világzenét sugároz. Névadója Dankó Pista cigány zeneszerző. Középhullámon és ultrarövidhullámon egyaránt hallható, lakossági ellátottsága 77%, területi lefedettsége 84%.

## Története
- 2009 decemberében a Magyar Rádió MR7-Dalok és dallamok néven indította el interneten fogható népzenét, magyar nótát és operettet közvetítő rádióját.
- 2010. január 1.-jétől az akkori MR6-Régió Rádió frekvenciáin este hat óra és reggel hat óra között foghatóvá vált a Dalok és dallamok.
- 2012. december 22-én elindult a Dankó Rádió, amely 24 órássá vált és a földi sugárzás mellett új műsorokat és megjelenést kapott. Szerkesztő-műsorvezetők: Asbóth József, Bényi Ildikó, Erdélyi Claudia, Nagy Ibolya színésznő – énekesnő, és Tarnai Kiss László. Zenei szerkesztő: Csík Gabriella.
- 2013. október 15-től bekerült a Dankó Rádió programja a MinDig TV digitális földfelszíni televíziós szolgáltatás ingyenesen elérhető kínálatába, valamint elérhetővé vált az Eutelsat 9A műholdon is.
- 2013. október végén a Magyar Rádió stúdióiban 20 év után újra elkezdődtek az nótafelvételek. 10 előadó egyenként 10 dal előadásával bővítette a Dankó Rádió repertoárját.
- 2013. december 22-én ünnepelte 1 éves működését és ez alkalomból saját nótaestet szervezett valamint 100 új nótafelvétellel gazdagodott a rádió repertoárja.
- 2014. január 2-án a Kossuth és a Dankó Rádió hálózat fejlesztésének köszönhetően új frekvenciákon vált elérhetővé műsora.
- 2014. január 27-én rendezték meg az első Dankó Klubot, a rádió önálló, ingyenes koncertjét.
- 2014. március 3-tól új műsorvezetővel bővült a rádió műsorvezetőinek köre, a délelőtt 8 és 10 óra közötti műsorsávot Morvai Noémi vezeti.
- 2014. május 19-től a Dankó Rádió műsorai már nem az MTVA központi gyártóbázisán, a Kunigunda útján készülnek, hanem a Thália Színház mellett kialakított Látványstúdióban.
- 2014 őszén a nótafelvételeken kívül operett-dalokat is rögzítettek a Magyar Rádió 6-os stúdiójában. Huszka Jenő születésének 140. évfordulója alkalmából 31 Huszka dal került megörökítésre.
- 2014 végén megjelent a Dankó Rádió válogatás CD-je, amelyen a 2013-ban készült felvételek hallhatóak
- 2015. április 27-től megújult műsorstruktúrával jelentkezik a rádió
- 2016. július 11-én új műsorvezetővel bővült a rádió műsorvezetőinek köre, a Kettőtől ötig kívánságműsort Klement Zoltán is vezeti.
- 2016. őszétől a Petőfi Rádió átalakítását követően Leirer Tímea, Szabó Tamás és Popovics László a Dankó Rádiónál dolgozik tovább.
- 2017. nyarától Morvai Noémi ismét műsorvezetőként dolgozik a rádióban, a Húzd csak, prímás! című műsort vezeti.
- 2017. augusztusától Budai Beatrix nótaénekes az új műsorként debütáló Zenélő Budapest műsorvezetője lett.
- 2017. őszétől Vasváry Annamária lett a Táncházban (Esti dal) című műsor szerkesztő-műsorvezetője.
- 2017. november 20-tól Klement Zoltán minden hétköznap reggel vezeti a Jó reggelt kívánok! című műsort, 6 órától 9 óráig.
- 2017. őszétől a Népek dalai című műsort Szabó Tamás mellett Popovics László is vezeti. Leirer Tímea korábbi műsorvezető a Retro Rádióhoz igazolt.
- 2017. december 22-én a Dankó Rádió 5 éves születésnapja alkalmából gálaműsort rendeztek a Várkert bazárban, ahol bejelentették, hogy a rádió további 7 frekvenciát kap.
- 2020. január 6-án frissül a Dankó Rádió műsorszerkezete: a Szív küldi szívnek, szívesen kívánságműsort minden nap Gaál Zoltán vezeti, új műsorvezető hétvégén reggel Nádas György humorista, az operett kedvelői 5-6, és 18-19 óra között hallhatják kedvenceiket. Távozott a rádiótól Mikó Róbert és Nagy Ibolya. Klement Zoltán a Heti TV-hez távozott, ahol a kívánságműsort vezeti.
- 2023. december 21-én megtartották az első Dankó Gálát, melyben 6 kategóriában adták át a Dankó Zenei Díjakat. Az eseményt minden évben megtartják.
- 2025. januárjában Mécs Károly elbúcsozott nemes feladatától, mivel érezte, hogy ereje fogytán volt és tudja hogy el kellett búcsúznia Dankó Rádiótól.
- 2025. február 26-án elhunyt Mécs Károly színművész, aki a rádió indulásától kezdve állomáshangként dolgozott.[3] Jelenlegi hangja Reviczky Gábor.[4]

### Előzmények
A regionális rádióadások jövőjének meghatározásakor merült fel, hogy a magyar nóta kiszorult a médiából annak ellenére, hogy sok milliós, zömében vidéken élő tábora van a műfajnak. A műsorkínálatot a Magyar Rádió 2009-től a Dalok és dallamok (korábban: MR7) internetes rádióján már kipróbálta, a tapasztalatok pedig indokolták, hogy egy országos rádió sugározza azt. A közmédia eljuttatta igényét a Nemzeti Média- és Hírközlési Hatósághoz (NMHH) egy budapesti regionális frekvencia iránt, amelyen az ország központi részén sugározzák a Dankó Rádió adását. Az országos rádió műsorai Budapesten készülnek. A rádió egységes hírszolgáltatással jelentkezik, elsősorban a vidéki Magyarország híreire fókuszálva. Ehhez a híranyagokat az MTI Hírcentrum biztosítja, az MTVA tudósítói hálózatának igénybevételével. A rádió születésével együtt – a nemzetiségi műsorok egyes stúdióinak kivételével – megszűnt a Régió Rádió győri, pécsi, szegedi, debreceni és miskolci stúdiója, valamint megszűnt a Dalok és dallamok webrádió is.

### Indulása

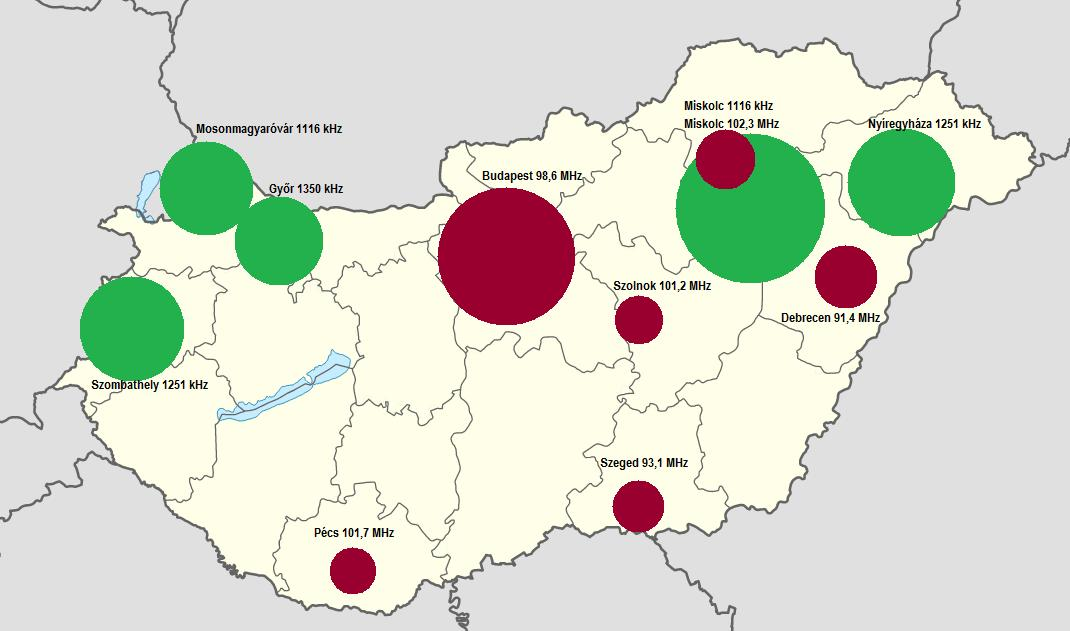
A rádió adóhálózata 2012-ben

A műsorszóró adóhálózat átállítása miatt 2012. december 21. 12:00 órától december 22. reggel 6:00 órai indulási időpontjáig az érintett vételkörzetekben és frekvenciákon már nem a megszokott körzeti műsor volt hallható, hanem ideiglenesen a Kossuth Rádió műsora. Miskolcon a 102,3 MHz-en a Petőfi Rádió helyén szól a Dankó Rádió, így ott is ezalatt a 18 órás átmeneti időszak alatt a Kossuth volt hallható. 2012. december 22-én reggel hat órakor elindult a Régió Rádió frekvenciáin a Dankó Rádió, közvetlenül a Kossuth Rádió Határok nélkül adását követően. Az interneten a Dalok és dallamok, valamint a regionális adások helyén vált elérhetővé.
A rádió indulásakor főként magyarnóták szóltak, Asbóth József, Erdélyi Claudia és Tarnai Kiss László szerkesztésében, de már a kezdetekben jelen volt a népzene és az operett is. A népzene zenei szerkesztője Csík Gabriella, majd Horváth Tünde volt, műsorvezetője 2017-ig Bényi Ildikó. 
Az operett, mint önálló műsor, szintén 2012. december 22-én indult Nagy Ibolya szerkesztésében és műsorvezetésével, aki a Túl az Óperencián c. műsorában folytatta illetve újraindította a nagy elődök (mint például Boros Attila, Ruitner Sándor és Petress István) beszélgetős és zenetörténetileg is tematizáló, értékmegőrző és érték átmentő operett műsorait. A Túl az Óperencián 2022 január óta új műsorral és műsorvezetővel jelentkezik.

### Vezetői
- 2012-2015: Görög Athéna ( csatorna koordinátor )
- 2012–2020 : Tarnai Kiss László (vezető szerkesztő; a rádió alapítója)
- 2015–2020 : Mikó Róbert (vezető szerkesztő, 2019-től csatornaigazgató-helyettes)
- 2017– : Eredics Gábor (csatornaigazgató)
- 2020– : Szabó Tamás (csatornaigazgató-helyettes)

## Műsorok
- Túl az Óperencián
- Derűs napot!
- Tudta-e?
- Az a szép
- Déli Krónika (a Kossuth Rádió műsora)
- Jó ebédhez szól a nóta
- Szív küldi szívnek szívesen
- Tudod-e még az én nótám?
- Húzd csak, prímás!
- Táncházban
- Népek dalai
- Éjszakai dalcsokor

### Vezetői
- 2012-2015: Görög Athéna (csatornakoordinátor)
- 2012–2020 : Tarnai Kiss László (vezető szerkesztő; a rádió alapítója)
- 2015–2020 : Mikó Róbert (vezető szerkesztő, 2019-től csatornaigazgató-helyettes)
- 2017– : Eredics Gábor (csatornaigazgató)
- 2020– : Szabó Tamás (csatornaigazgató-helyettes)

## Dankó Rádió Zenei Díjak
Az első Dankó Zenei Díjátadó gála 2023. december 21-én volt a Magyar Zene Házában. Összesen hat kategóriában: magyarnóta, cigányzene, operett-előadó, népzene és két előadói műfajban osztották ki a díjakat. A hagyományteremtő céllal létrehozott díjakat egy nagyszabású gálaműsor keretében hirdették ki, a Dankó Gála díjkiosztója egyben a Duna TV és a Dankó Rádió szilveszteri műsora. A második Dankó Zenei Díjátadó gálát 2024. december 9-én tartották meg a Magyar Zene Házában. 
„Díjat kapni jó dolog, de díjat átadni talán még nagyobb boldogság. A Dankó Rádió által alapított elismerések átadása koronázza meg sikeres évünket. Amikor rádiónk napi műsorok révén igyekszik hozzájárulni e műfajok népszerűsítéséhez, nem feledkezhetünk meg azokról a művészekről sem, akik tehetségük felelősségét felismerve életüket szánták művészetük kiteljesítésére a magyar dalos kedv és zenei tradíció fenntartására!” – mondta el a gálán tartott beszédében Eredics Gábor csatornaigazgató.
2023-as díjazottak:
- Dankó Rádió életműdíj: Bokor János
- Dankó Rádió magyarnóta-díj: Hatvani Kiss Gyöngyi
- Dankó Rádió cigányzenei díj: ifj. Sárközy Lajos
- Dankó Rádió operett-előadói díj: Kállay Bori
- Dankó Rádió népzenei díj: Jánosi András
- Dankó Rádió előadói díj: Pál István Szalonna (Pál_István_(népzenész))

2024-es díjazottak:
- Dankó Rádió életműdíj: Madarász Katalin
- Dankó Rádió magyarnóta-díj: Tolnai András
- Dankó Rádió cigányzenei díj: Lukács Csaba
- Dankó Rádió operett-előadói díj: Fischl Mónika
- Dankó Rádió népzenei díj: Tükrös zenekar
- Dankó Rádió előadói díj: Roby Lakatos

## Műsorvezetők
- Budai Beatrix
- Czikora László
- Erdélyi Claudia
- Gaál Zoltán
- Hajdú Tibor
- Morvai Noémi (2014. március 3-)
- Popovics László (2016. szeptember-)
- Szabó Tamás (2016. szeptember-)
- Tarnai Kiss László (2012. december 21.-)
- Vasváry Annamária

## Korábbi műsorvezetők
- Asbóth József (-2016)
- Babucs Kriszta (2016-2017)
- Bényi Ildikó
- Ciprusz Éva
- Klement Zoltán (2016-2020)
- Leirer Tímea (2016-2017)
- Mátyus Kati
- Radványi Dorottya
- Nagy Ibolya (2012. december-2020. január)

## Frekvenciák
A Dankó Rádió ultrarövidhullámú műholdas, földfelszíni digitális, valamint internetes közvetítése napi 24 órában elérhető. Középhullámon minden nap 05.00-21.00 között hallgatható Szombathely, Mosonmagyaróvár, Nyíregyháza és Miskolc vételkörzetében a Régió Rádió volt középhullámú frekvenciáin.
A 2014. évi hálózat fejlesztésnek köszönhetően Budapest és Pécs vételkörzetében új, nagyobb lefedettséget biztosító FM frekvencián, illetve további 21 telephelyről kezdődött el az adás továbbítása. Győr környékén a Dankó Rádió műsora helyett a Nemzetiségi adások műsora hallható középhullámon.
2014. január 2-ától a Kossuth Rádió volt ultrarövidhullámú frekvenciáin érhető el műsora, kivéve Budapest vételkörzetét, ahol a Neo FM (még régebben Sláger Rádió) egykori frekvenciáján fogható. 2016. március 11-től bővült a lefedettség a békéscsabai FM 100,9 MHz, illetve az orosházi FM 94,2 MHz adókkal.
2023. december 5-től a rádió újabb öt településen érhető el.
- Budapest – 100,8 MHz
- Baja – 92,2 MHz
- Békéscsaba – 100,9 MHz
- Bonyhád – 92,8 MHz
- Debrecen – 91,4 MHz
- Dombóvár – 100,2 MHz
- Dunaföldvár – 97,4 MHz
- Eger – 96,2 MHz
- Gyöngyös – 99,8 MHz
- Győr – 106,4 MHz
- Gyula – 96,0 MHz
- Hódmezővásárhely – 90,8 MHz
- Kab-hegy – 102,3 MHz
- Kékes – 99,8 MHz
- Keszthely – 104,3 MHz
- Komádi – 89,9 MHz
- Kőszeg – 106,5 MHz
- Letenye – 103,8 MHz
- Mátészalka – 104,5 MHz
- Miskolc – 102,3 MHz; 1116 kHz
- Nagyatád – 90,5 MHz
- Nagykanizsa – 106,7 MHz
- Nagymaros – 93,1 MHz
- Nyíregyháza* – 107,4 MHz; 1251 kHz
- Orosháza – 94,2 MHz
- Ózd – 105,0 MHz
- Pápa – 96,4 MHz
- Pécs – 104,6 MHz
- Rábaszentandrás – 105,2 MHz
- Révfülöp – 91,0 MHz
- Salgótarján – 89,9 MHz
- Sárospatak – 98,1 MHz
- Siófok – 93,6 MHz
- Sopron – 101,6 MHz
- Szeged – 93,1 MHz
- Szeghalom* – 99,4 MHz
- Székesfehérvár – 100,8 MHz
- Szentes – 91,6 MHz
- Szolnok – 101,2 MHz
- Tiszafüred – 105,2 MHz
- Tiszakécske – 106,4 MHz
- Tokaj – 88,3 MHz
- Túrkeve – 98,2 MHz
- Vasvár – 103,6 MHz
- Veszprém – 95,6 MHz
- Mosonmagyaróvár – 1116 kHz
- Szombathely – 1251 kHz
- Záhony – 90,4 MHz
- Zsámbék – 88,4 MHz

### Korábbi frekvenciák
- Budapest – 98,6 MHz (2012–2014) (Jelenlegi használó: Manna FM)
- Győr – 1350 kHz (?–2014) (Jelenlegi használó: Nemzetiségi adások)
- Pécs – 101,7 MHz (2012–2014) (Jelenlegi használó: Best FM)

## Dankó Klub
A Dankó Rádió fontosnak tartja a hallgatókkal való kapcsolattartást, ezért rendszeresen nótaesteket szervez vidéki és budapesti helyszíneken. A Dankó Klubokról rádiófelvétel is készül, amely az egyik következő vasárnap hallható a Dankó Extra c. műsorban 11:04-től. A koncertek videóváltozatát a rádió Facebook oldalán is újra lehet nézni.

## Hallgatottság
2014. második negyedévében országosan naponta 424.000 hallgatója volt a rádiónak. A hallgatottság az idő előrehaladtával folyamatosan növekvő tendenciát mutat, amellyel felülmúlta a több mint 20 éve működő Bartók Rádiót. Növekvő népszerűségéhez hozzájárult a vételi lehetőségek javulása is. A hallgatottság ezután jelentősen csökkent, 2022 tavaszán 150.000 hallgatója volt a rádiónak: https://nmhh.hu/cikk/230941/Budapesti_es_orszagos_napi_radiohallgatottsag_2022_aprilisjunius

## Elérhetőség
Közönségszolgálat: +36-1-759-5050
Szív küldi telefonszám: +36-1-759-6071 (Élő vonal hétköznap 14-15 között. Üzenetrögzítő hétköznap 15-18 között, valamint hétvégén 14-18 között)
A műsorokat 2023-tól újra meg lehet hallgatni a www.mediaklikk.hu/danko oldalon 60 napra visszamenőleg.
Facebook: https://hu-hu.facebook.com/mtvadankoradio/ Archiválva 2020. szeptember 16-i dátummal a Wayback Machine-ben

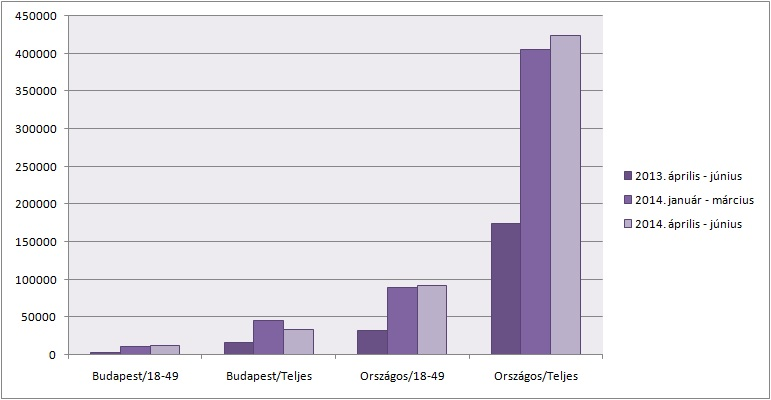
A Dankó Rádió hallgatottsága 2013-2014